# Підземна пастка (фільм, 2006)
«Підземна пастка» (англ. Caved In: Prehistoric Terror) — американський телевізійний фільм жахів 2006 року режисера Річарда Пепіна.

## Сюжет
Поважний спелеолог-провідник Джон Палмер нарешті вирішив відпочити від своєї і без того складної роботи та вирушити разом зі своєю сім'єю до Греції. Однак на Джона, бажаючи скористатися його професійними послугами, незабаром виходять якісь Марсель і Софія. Клієнти бажають за досить значну суму спуститися в покинуті шахти, розташовані в Альпах. Крім цього, щоб не залишати сім'ю Джона на самоті, Марсель пропонує їм зайняти розташований біля гір великий будинок, з якого відкривається вид на озеро (справжнього власника будинку, з огляду на те, що той не хотів продавати своє майно, група людей на чолі з Марселем втопила, попередньо відрізавши йому руку). Джон розуміє, що причиною такого рішучого бажання спуститися в ці печери зовсім не є бажання дізнатися детальніше про місцеві легенд, що склалися навколо цих печер, але вирішує якісно зробити свою роботу і не вдаватися в подробиці. Реальною ж причиною спуску групи людей в печери є бажання знайти там смарагди, оскільки шахти раніше служили саме для цих цілей.
Однак, у міру спуску людей в печери, з'ясовують, що в них мешкають величезні доісторичні жуки.

## У ролях
| Актор             | Роль           |
| ----------------- | -------------- |
| Крістофер Аткінс  | Джон Палмер    |
| Колм Міні         | Вінсент        |
| Енджела Федерстон | Саманта Палмер |
| Моніка Бирледяну  | Софія          |
| Девід Палффі      | Марсель        |
| Челан Сіммонс     | Емілі Палмер   |